# Sharp PC-1251
Le Sharp PC-1251 est un ordinateur de poche fabriqué par Sharp Corporation à partir de 1982. 
Aux États-Unis, il était connu sous le nom de TRS-80 Pocket Computer PC-3.